# بولیا
بولیا (به اسپانیایی: Bolea) یک منطقه مسکونی در اسپانیا است که در La Sotonera واقع شده‌است. بولیا ۴۷۰ نفر جمعیت دارد و ۶۷۲ متر بالاتر از سطح دریا واقع شده‌است.